# Гликемическая нагрузка
Гликемическая нагрузка (ГН)  (англ. glycemic (glycaemic) load, сокращённо GL) — относительно новый способ оценки воздействия потребления углеводов, также принимается в расчет не только источник углеводов, но и их количество.
По определению гликемический индекс сравнивает одинаковое количество углеводов и позволяет оценить качество углеводов, но не их количество. Гликемическая нагрузка еды или напитка это функция гликемического индекса пищи и её количества.
Чем выше гликемическая нагрузка, тем больше ожидается повышение в крови глюкозы и, в результате, более выраженное инсулиногеническое влияние пищи. Уровень GL 20 или выше — это высокая нагрузка, от 10 до 20 — средняя, 10 и ниже — низкая. Обычно, для вычисления гликемического индекса (GI) используют продукт такого веса, который будет содержать 50 грамм чистых углеводов. А для вычисления гликемической нагрузки, используют формулу GL = (содержание чистых углеводов на 100 г продукта)/100 * GI. Например, для арбуза GL = 5/100 * 72 = 3,6 (GI арбуза 72, содержание углеводов в арбузе — 5 г на 100 г продукта).
При этом рассматривается не просто гликемическая нагрузка отдельных продуктов, а суммарный показатель за сутки. В большинстве случаев ГН суточного рациона здоровых людей не должна превышать 100 единиц. При похудении или при диабетическом питании с целью нормализации уровня инсулина гликемическая нагрузка должна составлять не более 60—80 единиц в день.